# Кебеєшть
Кебеєшть (рум. Căbăiești) — село у Калараському районі Молдови. Утворює окрему комуну.

## Населення
За даними перепису населення 2004 року у селі проживали 1102 особи.
Національний склад населення села:
| Національність   | Кількість осіб | Відсоток   |
| ---------------- | -------------- | ---------- |
| молдавани румуни | 1086 6         | 98,5% 0,5% |
| росіяни          | 6              | 0,5%       |
| українці         | 4              | 0,4%       |
| Всього           | 1102           | 100%       |